# Княгиновка
Княгиновка — деревня в Дальнеконстантиновском районе Нижегородской области. Входит в состав Малопицкого сельсовета.
Деревня располагается на правом берегу реки Серёжи. В деревне около 30 домов, уже не все обитаемы.